# 欧热尔
欧热尔（法語：Augères，法語發音：[oʒɛʁ]）是法国克勒兹省的一个市镇，属于盖雷区。

## 地理
欧热尔（46°4'58"N, 1°44'5"E）面积12.43 平方千米，位于法国新阿基坦大区克勒兹省，该省份为法国中部省份，位于法國中央高原西北部，北起安德尔省和谢尔省，西接维埃纳省，南至科雷兹省，东临多姆山省，东北与阿列省接壤。
与欧热尔接壤的市镇（或旧市镇、城区）包括：欧隆、阿扎沙特内、塞魯、雅纳亚、蒙泰居勒布朗。

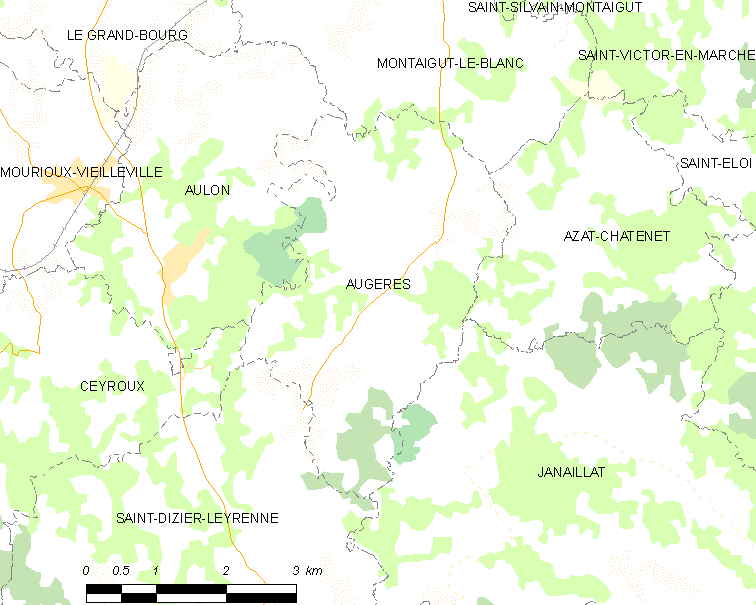
欧热尔的OSM定位图

欧热尔的时区为UTC+01:00、UTC+02:00（夏令时）。

## 行政
欧热尔的邮政编码为23210，INSEE市镇编码为23010。

## 政治
欧热尔所属的省级选区为勒格朗堡县。

## 人口

1962-2008年间欧热尔人口变化图示

欧热尔于2022年1月1日时的人口数量为117人。